# Allan Taylor (Musiker)

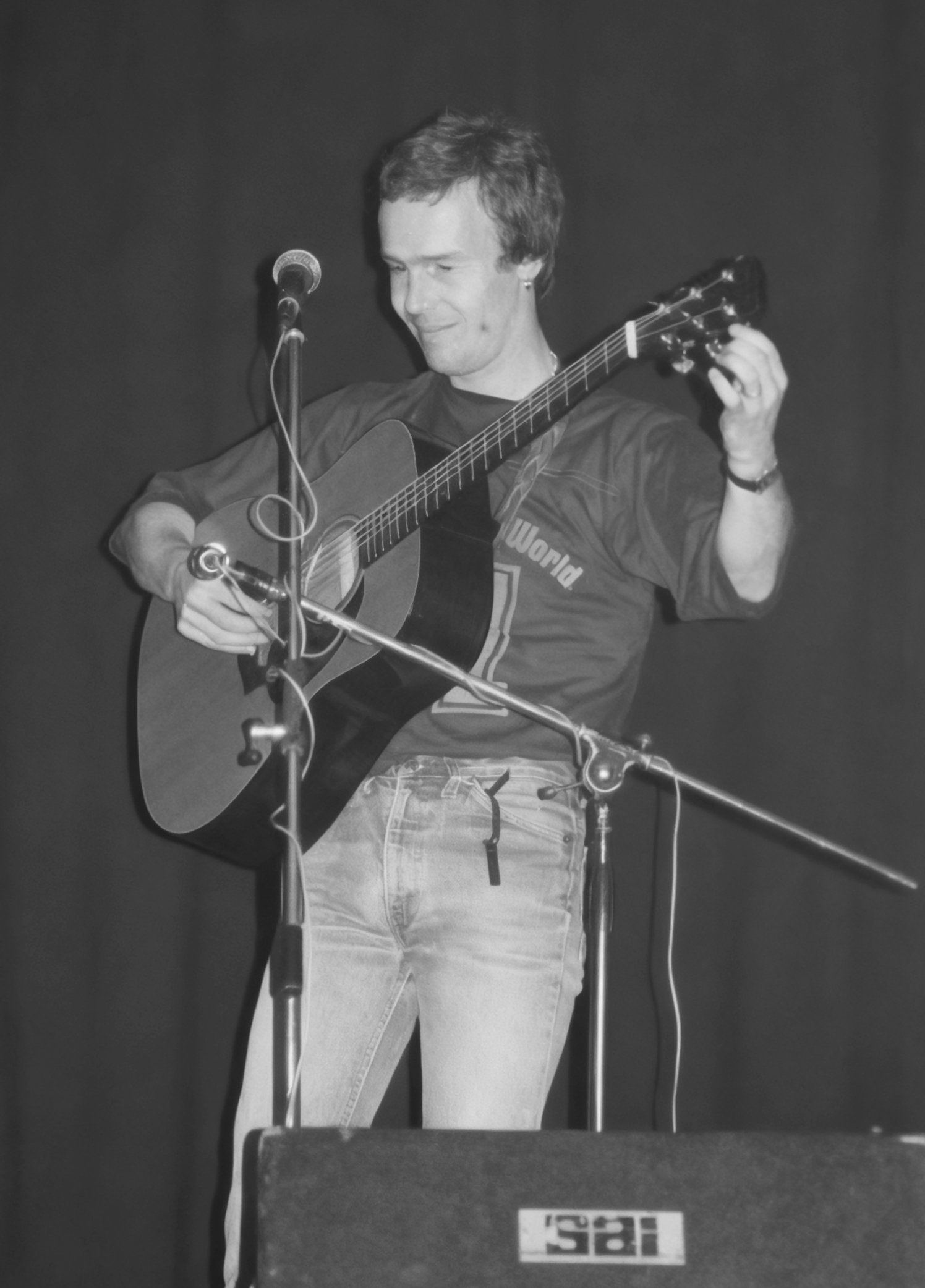
Allan Taylor beim Essex Folk Festival, August 1981

Allan Taylor (* 30. September 1945 in Brighton, England) ist ein britischer Singer-Songwriter.

## Biografie
Taylor wurde 1945 in Brighton, England geboren. 1961 verließ er die Schule, absolvierte eine Ausbildung als Telekommunikationstechniker und arbeitete in diesem Bereich bis 1965. Während seiner Teenagerjahre begann er, in den Folk-Clubs von Brighton zu singen und Gitarre zu spielen. 1966 wurde er Vollzeitmusiker und verließ Brighton. Er spielte in allen bedeutenden Folk-Clubs, zunächst in London, z. B. im Troubadour Club und später in ganz Großbritannien. 1970 tourte er mit Fairport Convention und unterschrieb im selben Jahr einen Plattenvertrag bei United Artists Record Company. 1970/71 spielte er seine ersten beiden LPs in London ein, Sometimes und The Lady.
Dann zog es ihn nach New York City, wo er Teil der Singer-Songwriter-Szene in Greenwich Village wurde, und spielte dort in Clubs wie Gerde’s, The Gaslight, The Bitter End, The Mercer Arts Center und The Bottom Line. Taylor tourte durch ganz Amerika und nahm 1973 The American Album in Nashville und Los Angeles auf. 1974 unterschrieb er als Songwriter bei Island Records. 
Mitte der siebziger Jahre kehrte er nach England zurück, gründete die Band Cajun Moon, unterschrieb bei Chrysalis Records einen Plattenvertrag und spielte 1976 die LP Cajun Moon ein. Im gleichen Jahr verließ er die Band und wurde Solokünstler. Von 1978 bis 1983 erschienen drei Alben mit Black Crow/Rubber Records – The Traveller (gewann den Grand Prix du Disque de Montreux für das beste europäische Album), Roll on the Day und Circle ’Round Again. 1980 gründete Allan Taylor T Records und veröffentlichte Win or Lose (1984), Lines (1988), Out of Time (1991), So Long (1993), Faded Light (1995) und The Alex Campbell Tribute Concert (1997).
Seinen Universitätsabschluss (Bachelor of Arts, Master of Arts und Doktor der Philosophie (Ph.D. Ethnomusikologie)) erlangte Taylor von 1980 bis 1992, während er weiter als Singer-Songwriter arbeitete und gelegentlich für die BBC Dokumentationsprogramme präsentierte. 1995 begann er, mit der deutschen Plattenfirma Stockfisch Records aus Northeim zusammenzuarbeiten und veröffentlichte  dort die Alben Looking for You (1996), Colour to the Moon (2001), Hotels and Dreamers (2003), Old Friends New Roads (2007), Leaving at Dawn (2009) und Songs for the Road (2010). 2013 veröffentlichte er zusammen mit Hannes Wader den Mitschnitt einer gemeinsamen Konzerttournee Old Friends in Concert aus dem Jahr 2011, außerdem erschien am 1. November sein Album All Is One.  

## Diskografie (Auswahl)
LPs/CDs
- 1971: Sometimes (LP) United Artists Records LBH83483
- 1971: The Lady (LP) United Artists Records UAS29275
- 1973: The American Album (LP) United Artists Records UAG29468
- 1976: Cajun Moon (LP) Chrysalis Records CHR1116
- 1978: The Traveller (LP) Rubber Records RUB026
- 1980: Roll on the Day (LP) Rubber Records RUB040
- 1983: Circle Round Again (LP) Black Crow Records CRO205
- 1984: Win or Lose (LP) T Records T001
- 1988: Lines (LP/CD) T Records TCD002
- 1991: Out of Time (LP/CD) T Records TCD003
- 1993: So Long (CD) T Records TCD003
- 1995: Faded Light (CD) T Records TCD005
- 1996: Looking for You (CD) Stockfisch Records RTD 357.6013.2
- 1995: Libertas Ragusa (CD) T Records TCD006
- 1997: The Alex Campbell Tribute Concert (Doppel-CD) (Verschied. Künstler) T Records TCD007
- 2001: Colour to the Moon (CD) Stockfisch Records SFR357.6021.2
- 2001: Colour to the Moon 2 CD Holzbox in 333 signierten Exemplaren (CD) Stockfisch Records SFR333.9001.2-1/2
- 2002: Behind the Mix (CD) Stockfisch Records SFR
- 2002: Banjoman: A Tribute to Derroll Adams (CD) (Verschiedene Künstler) CD BG-1420
- 2002: Out of Time (CD) (Re-mastered mit 3 Bonustracks) T Records TCD003
- 2003: Hotels and Dreamers (CD) Stockfisch Records SFR 357.6028.2
- 2007: Old Friends – New Roads (CD) Stockfisch Records SFR 357.6047.2
- 2009: Leaving at Dawn (SACD) Stockfisch Records SFR 357.4057.2
- 2010: Songs for the Road (Maxi-SACD) SFR 357.9010.2
- 2010: In the Groove (LP) Stockfisch Records SFR 357.8007.1
- 2012: Down the Years I Travelled (Doppel-CD) (Re-mastered Songs + 1 Bonustrack) Stockfisch Records SFR 357.9013.2
- 2013: Hannes Wader & Allan Taylor: Old Friends in Concert
- 2013: All Is One (Hybrid-SACD) SFR 357.4078.2
- 2016: There Was A Time (Hybrid SACD) Stockfisch Records
- 2017: Behind The Mix Stockfisch Records
- 2019: In The Groove 2 Stockfisch Records

Videoalben
- 2009: Live in Belgium (DVD/Blu-ray) SFR 357.7062.2
- 2009: The Endless Highway (DVD/Blu-ray) SFR 357.7063.2

## Publikationen
- Taylor, Allan: We must journey on: Songs of Allan Taylor, Vol. 1, 2006
- Taylor, Allan: We must journey on: Songs of Allan Taylor, Vol. 2, 2009